# Mark Clarke
Mark Clarke (Liverpool, 25 luglio 1950) è un bassista britannico.
È famoso per la sua militanza nella progressive rock band inglese dei Colosseum.

## Biografia
È membro dei Colosseum dal 1970 al 1972, quando il gruppo si scioglie. Nello stesso anno fa un'apparizione con gli Uriah Heep, suonando nell'album Demons & Wizards nel solo brano The Wizard. Nel 1973 entra nei Tempest, gruppo nato dalle ceneri dei Colosseum, che vede tra le sue file il chitarrista Allan Holdsworth. Collabora poi con Ken Hensley, e nel 1976 è per un breve periodo membro dei Rainbow. Entra poi nei Mountain.
Dal 1994 è membro dei rinati Colosseum.

## Discografia

### Con i Colosseum
- 1970 - Daughter of Time
- 1971 - Colosseum Live
- 1994 - Colosseum LiveS - The Reunion Concerts
- 1997 - Bread and Circuses
- 2003 - Tomorrow's Blues
- 2007 - Live05

### Con i Tempest
- 1973 - Tempest
- 1974 - Live in London
- 1974 - Living in Fear

### Con i Mountain
- 1985 - Go for Your Life
- 1996 - Man's World

## Collaborazioni
- 1972 - Demons & Wizards - Uriah Heep
- 1975 - Eager to Please - Ken Hensley
- 1980 - Free Spirit - Ken Hensley